# Cosmos 137
Cosmos 137 (en cirílico, Космос 137) fue un satélite artificial científico soviético perteneciente a la clase de satélites DS (el primero de tipo DS-U2-D) y lanzado el 21 de diciembre de 1966 mediante un cohete Cosmos-2I desde el cosmódromo de Kapustin Yar.

## Objetivos
La misión de Cosmos 137 fue realizar estudios sobre la radiación en el espacio.

## Características
El satélite tenía una masa de 295 kg y fue inyectado inicialmente en una órbita con un perigeo de 230 km y un apogeo de 1720 km, con una inclinación orbital de 48,8 grados y un periodo de 104,38 minutos.
Cosmos 137 reentró en la atmósfera el 23 de noviembre de 1967.

## Resultados científicos
Cosmos 137 realizó mediciones que llevaron a estudios sobre la intensidad de la radiación en el espacio. La órbita del cohete lanzador del satélite y su decaimiento también fue objeto de estudio.